# Елиота Фуимано Саполу
Елиота Фуимано Саполу (енгл. Eliota Fuimaono-Sapolu; 31. октобар 1980) професионални је самоански рагбиста, који тренутно игра за Кока Кола Вест Ред спарксе у јапанској топ лиги. Родио се на Самои, али је као дете емигрирао на Нови Зеланд. Тренер Гери Хили је препознао његов таленат и за њега рекао, да је природно талентован за рагби и да има добар преглед игре. Саполу је играо рагби у аматерском тиму Манурева РФК у јужном Окленду, а онда је 2006. отишао у Енглеску и потписао за Бат. Одушевио је публику у Енглеској, брзим радом руку и добрим пробојима. Одиграо је све 4 утакмице у групној фази светског првенства 2007. Лета 2009. прешао је у Глостер, где ће 2011. бити проглашен за најбољег играча Глостера у избору навијача. У марту 2012., прешао је у јапански тим Кока Кола Вест Ред спарксе. Због контроверзних изјава током светског првенства 2011., избачен је из репрезентације Самое.